# Estratos del yo
En Terapia Gestalt  se entiende por estratos del yo a seis capas que cubren la naturaleza potencial de la personalidad que deberían de trabajarse en cualquier proceso terapéutico a medida que este avanza. Este concepto fue establecido por Fritz Perls (1893-1970), médico, psiquiatra y psicoanalista alemán, fundador de la Terapia Gestalt. Según este, la neurosis se desarrolla en cinco estratos fácilmente identificables.
Estas cinco particiones neuróticas funcionan como capas que cubren la autenticidad del verdadero Self.
En el proceso gestáltico de terapia basado en el trabajo hacia una mayor conciencia de uno mismo y del momento presente, cursar el paso para cada una de estas capas supone el camino hacia una mayor consciencia de sí mismo, autenticidad y presencia. 
Ordenadas de más externa y, por tanto, más artificiales de la personalidad, a más profundas y, por tanto, más auténticas del “yo” son las siguientes:

## Estrato del falso yo
Supone la capa más visible de nuestra presencia. Es aquello que aparentamos, nuestra “fachada”, aquello que mostramos ser.

## Estrato del "como si"
Es nuestro carácter o forma habitual y rígida de actuar. Los roles que utilizamos para manipular a los demás, el actuar como si fuéramos esto o aquello.

## Estrato fóbico
El estrato fóbico supone los miedos ante aquello que desconocemos de nosotros mismos, el descontrol, las inseguridades. Aquello que se evita mostrar a los demás, heridas profundas, pena, dolor, tristeza o desesperación. 

## Estrato implosivo
En el estrato implosivo, una vez descubierto el estado anterior, se da una sensación de vacío, de falta de energía. El proceso aquí ha tocado fondo. El estrato implosivo supone un punto de inflexión, de cambio,  un estado temporal de confusión, inmovilización. Aparecen las crisis de identidad o existenciales. Posterior al estrato fóbico y anterior al estrato explosivo, es el lugar donde se encuentra toda la energía estancada para mantener las capas anteriores. La vitalidad congelada o dirigida hacia nosotros para mantener nuestras defensas.

## Estrato explosivo
Se expresan las energías estancadas, se detona la autenticidad para dar paso al “yo” verdadero que se mantenía escondido. Se conecta con el gozo, el valor, el placer y aquello auténtico.

## El "yo" verdadero
el yo verdadero consiste en la sincera actuación del humano, es decir, el actuar plenamente, realizando acciones y expresando sus verdaderos sentimientos, pensamientos, etc.